# Inghem
Inghem is een plaats en voormalige gemeente in het Franse departement Pas-de-Calais in de regio Hauts-de-France. De plaats maakt deel uit van het arrondissement Sint-Omaars.

## Geschiedenis
De gemeente werd op 22 maart 2015 overgeheveld van het kanton Aire-sur-la-Lys naar het kanton Fruges. Op 1 september 2016 fuseerde de gemeente met Herbelles tot de commune nouvelle Bellinghem.

## Geografie
De oppervlakte van Inghem bedraagt 3,2 km², de bevolkingsdichtheid is 102,5 inwoners per km².
De onderstaande kaart toont de ligging van Inghem met de belangrijkste infrastructuur en aangrenzende gemeenten.

## Demografie
Onderstaande figuur toont het verloop van het inwonertal.